# Soare înșelător
Soare înșelător (titlul: în rusă Утомлённые солнцем, transliterat: Utamlionnîe solnțem, literal „Epuizați de soare”; în franceză Soleil trompeur) este un film dramatic realizat de regizorul rus Nikita Mihalkov în 1994, în coproducție ruso-franceză, după scenariul scriitorului azer Rustam Ibraghimbekov scris împreună cu regizorul.
Acțiunea este situată în Uniunea Sovietică a anilor 1930, când dictatura stalinistă intervine în mod tragic în viața multor oameni, ca în cea a comandantului de divizie Kotov, interpretat de însuși regizorul. Un personaj important al filmului este fetița lui Kotov, jucată de fetița de șase ani a lui Mihalkov.
Filmul a cunoscut un succes internațional, câștigând printre altele Marele Premiu la Festivalul de Film de la Cannes, în 1994, și Premiul Oscar pentru cel mai bun film străin, în 1995.

## Acțiunea filmului
În pregeneric apare vecinătatea Kremlinului din Moscova. Un bărbat elegant, cu vârsta în jur de 30 de ani vine acasă cu mașina în zorii zilei, în blocul lui din apropierea Kremlinului. Îl întâmpină un om în vârstă care îi vorbește în franceză, iar tânărul îi spune să vorbească rusește. Bătrânul îi spune că tatăl tânărului l-a angajat pe vremuri ca să vorbească cu el numai franțuzește. Tânărul îi tot corectează greșelile de limba rusă. Îi mai spune și să dea drumul la radio, la care se aude un discurs cu laude la adresa lui Stalin.
Tânărul se spală pe față în baie. La un moment dat sună telefonul, dar el nu răspunde. Privirea îi cade pentru un moment pe un brici. Bătrânul citește cu voce tare un articol de ziar despre apariția unor fulgere globulare în regiunea Moscovei, care provin de la forțe dușmănoase. În acest timp, în altă încăpere, tânărul scoate cartușe dintr-un revolver, continuând să corecteze greșelile bătrânului. Lasă în revolver un singur cartuș și învârte butoiașul, apoi îl duce la tâmplă și, după o scurtă ezitare, apasă pe trăgaci. Are noroc la ruleta rusească. Apoi dă telefon, spunând doar că este de acord.
Pe fondul genericului, într-un parc acoperit cu zăpadă, dansează tango un bărbat în uniformă militară și o femeie, pe melodia Утомлённое солнце / Utomlionnoe solnțe (literal Soare epuizat) cântat de un cântăreț acompaniat de trei instrumentiști. Pe o bancă șade o fetiță care fredonează și ea cântecul.
Vara, la țară, comandantul de divizie Kotov, cu vârsta în jur de 50 de ani, își petrece o zi liberă cu familia la o dacea. Dimineața se destinde împreună cu soția Marusia, de circa 30 de ani, și fetița lor Nadia, în baia lor rusească asemănătoare cu sauna. Scena plină de tandrețe este întreruptă de un țăran care vine disperat să-l cheme în ajutor, pentru că pe tarlaua de grâu a colhozului face exerciții o subunitate de tancuri. Kotov merge la fața locului. Într-o scenă cu umor este recunoscut de comandantul subunității, ia legătura prin radio cu superiorul acestuia, care îl cunoaște de asemenea, și obține imediat ca tancurile să se retragă.
La dacea sunt prezenți mai mulți membri ai familiei din partea Marusiei, și prieteni ai lor, despre care se vede că sunt intelectuali dinaintea revoluției din 1917, și care par că duc o viață fără griji. Se ia micul dejun într-o atmosferă veselă. Este și o zi de sărbătoare. Se celebrează a șasea aniversare a construcției de dirijabile și avioane în Uniunea Sovietică. Cu această ocazie, prin fața dacei și a Nadiei, care stă la poartă, trece o coloană de pionieri cu fanfară, iar printre ei se află și un om cu înfățișare de bătrân cu barbă, șchiop și orb, care se oprește în fața dacei.
Nadia îl poftește în casă pe individ, care provoacă uimirea celor de acolo cu purtarea lui ciudată, apoi se așază la pian și cântă fragmentul începând cu „Râzi, paiață” din opera Paiațe de Ruggiero Leoncavallo, scoțându-și obiectele cu care s-a deghizat. Este tânărul din pregeneric, recunoscut cu bucurie ca Mitia (Dmitri), pe care nu l-au mai văzut din 1928. Marusia i-l prezintă pe soțul ei, dar ei se cunosc. Este întrebat dacă este căsătorit și dacă are copii. Spune că da, și că are trei. Marusia este tulburată. Ia apă din samovar și o lasă îndelung să se reverse din pahar. Pe antebrațul ei se văd urmele unei încercări de sinucidere prin tăierea venelor. Se adună cu toții la masă și se lasă o tăcere tensionată.
Kotov merge la râu. Mai târziu merg și ceilalți. Kotov se descalță. Lângă piciorul lui este o sticlă spartă cu vârfuri tăioase îndreptate în sus. Mitia o vede, dar nu spune nimic. La un moment dat, Kotov pleacă de acolo. Marusia îi spune fetiței să nu-l plictisească cu întrebări pe Mitia. Aceasta merge jignită la tatăl ei și i se plânge. Kotov îi spune că cei doi sunt prieteni vechi și vor să stea de vorbă. Kotov și Nadia iau o barcă și se lasă duși de curgerea liniștită a râului. Între ei are loc o scenă de iubire înduioșătoare.
Marusia și Mitia rămân singuri. Acesta o întreabă de ce ea nu îl întreabă nimic. O întreabă și de cicatricile ei, dar nu se înfiripă nicio discuție. Mitia se aruncă îmbrăcat în râu și scoate capul numai într-un loc unde nu poate fi văzut. Marusia se îngrijorează, îl strigă și îl caută înotând. Mitia o apucă de picior sub apă, apoi ies la mal printre copaci. Mitia îi aduce aminte cum s-au întâlnit acolo cândva demult, și cum au petrecut după aceea prima lor noapte împreună. Îi reproșează că ea l-a șters din viața ei.
În cadrul celebrărilor, o echipă face un exercițiu de apărare civilă cu simularea unui atac cu armă chimică. Îi implică și pe oamenii veniți să se destindă la râu, punându-le mască contra gazelor și luându-i pe unii cu targa ca pe victime. Marusia iese din apă și se prezintă voluntar pentru rolul de victimă. Mitia face la fel. Când Kotov și fetița se întorc, nu mai găsesc pe mal decât lucrurile lăsate de ceilalți. Kotov se grăbește la dacea și găsește lumea distrându-se. Mitia și Marusia cântă la pian cu masca pe față și își aduc aminte cum îl făcea pe Mitia să exerseze tatăl Marusiei ca profesor de pian. Toată familia dansează cu veselie cancan vorbind în franceză, în afară de Kotov, care merge singur să ia prânzul. Merg și ceilalți la masă. După prânz, atmosfera este nostalgică. Bunica Marusiei cântă o arie de operă, după care unchiul ei vorbește despre vremurile bune din trecut.
Mitia începe să-și povestească viața sub forma unui basm adresat Nadiei. Reiese că a fost un băiat care cânta cu vocea și la diverse instrumente, îi plăcea poezia. Familia lui era prietenă cu cea a Marusiei. Tatăl acesteia îl învăța muzică. A fost fericit până la izbucnirea Primului Război Mondial. A luptat pe front, apoi a trăit greu în străinătate timp de zece ani. Când s-a întors, părinții lui muriseră și el s-a dus la familia Marusiei. A avut o legătură cu aceasta, care a fost întreruptă de Kotov. Acesta lucra în GPU, serviciul de spionaj și contraspionaj sovietic din anii 1920, și cunoștea trecutul antisovietic al lui Mitia. L-a recrutat șantajându-l cu aceasta și l-a trimis în misiune la Paris. Pentru Marusia, Mitia a dispărut, și după un timp ea s-a căsătorit cu Kotov. În timp ce Mitia povestește, afară circulă un fulger globular. Mitia își întrerupe relatarea și începe să fluiere Soare epuizat acompaniindu-se la ghitară. Fetița fredonează de asemenea cântecul. Familia îl ascultă și ea în tăcere pe Mitia, iar Marusiei îi tremură mâna cu ceașca de cafea.
Marusia iese din sufragerie și fuge la etaj, iar Kotov fuge după ea. Pentru un moment, Marusia manifestă ură pentru Kotov și amenință că se aruncă pe fereastră dacă acesta se apropie, dar Kotov reușește s-o liniștească și cei doi se îmbrățișează. Se vede că se iubesc. În acel moment, fulgerul globular aprinde un foc în pădure, cu un zgomot de explozie.
Toți se retrag din sufragerie, în afară de Mitia și Kirik, fiul prietenei bunicii Marusiei. Acestuia Mitia îi mărturisește că nu e căsătorit. Întrebat unde lucrează, spune că la NKVD, apoi spune că a glumit și că lucrează ca pianist. Mai spune că s-a întors în țară cu o jumătate de an în urmă, dar că nu s-a arătat la ei, pentru că nu avea motiv.
Mai târziu, la etaj, Kotov și Marusia fac dragoste, iar în sufragerie Mitia și Nadia se joacă la pian. La întrebarea Marusiei, Kotov confirmă că el l-a trimis pe Mitia în străinătate. Acesta avea de ales și a ales. Și Kotov și-ar fi părăsit familia dacă ar fi primit ordin, fiind militar, dar el ar fi plecat pentru că își iubește patria, pe când Mitia a plecat de frică.
Mai târziu, Mitia îi spune lui Kotov că de fapt a venit să-l aresteze. Unica reacție a acestuia este de a-i spune calm să se comporte ca și cum nu s-ar întâmpla nimic, până seara, când va veni mașina NKVD după ei.
Toată familia joacă fotbal într-o poiană, cu o veselie debordantă. La un moment, mingea zboară relativ departe și Kotov merge după ea. Mitia îl urmează mirat de calmul lui. Acesta îl întreabă de ce nu a povestit cum, începând cu 1923, a infiltrat la Paris cercurile ofițerilor „albi”, cei care au luptat împotriva bolșevicilor („roșilor”) în timpul Războiului Civil Rus, și a contribuit la aducerea în Rusia și uciderea fără proces a opt generali, trădându-i după ce a luptat alături de ei. Atunci Kotov încă nu-l cunoștea, și îl acuză că s-a vândut GPU-ului pentru bani. Mitia îi spune că a făcut-o numai pentru că îi promiseseră că se va putea întoarce la viața lui obișnuită, deci și la Marusia, dar i-au luat totul: viața, profesia, iubirea, pe Marusia, patria, credința. Îl acuză și pe Kotov de aceasta. Acesta înțelege că Mitia se răzbună, dar nu se teme, afirmă că de el, eroul revoluției și comandantul legendar de divizie nu se va atinge nimeni. Mitia îi dă o replică dură: atunci când va zăcea în propriile sale excremente, Kotov va recunoaște chiar și în scris orice: că a spionat pentru Germania începând cu 1920, apoi și pentru Japonia, că este terorist, că a vrut să-l asasineze pe tovarășul Stalin. Dacă nu va semna, îi vor aminti că are soție și copil. Kotov îl doboară cu un pumn. Scena este întreruptă de Nadia, care vine să-l anunțe pe tatăl ei că a venit la el detașamentul de pionieri care îi poartă numele. Mitia se ridică cu mingea, prefăcându-se că o căuta.
În fața dacei se oprește mașina NKVD-ului, pe care Nadia o privește cu admirație. Kotov se desparte cu seninătate de fetiță, aruncând totuși o privire la o fotografie cu el și Stalin, care îi zâmbește ca unui prieten. Îmbrăcat în uniformă, merge la mașină însoțit cu veselie de toți cei din casă, și dă mâna cu cei trei indivizi din ea. Marusia se desparte de el zâmbind. Nadia are voie să urce pe genunchii șoferului și să „conducă” puțin. Apoi coboară și se duce spre casă fredonând Soare epuizat.
Kotov e senin, glumește, bea coniac din mica lui ploscă și le oferă și indivizilor, dar degeaba. I se cere revolverul și îl predă. Spune că a doua zi îl va suna pe Stalin pe linia lui de telefon directă, și atunci NKVD-iștii o vor păți. Drumul este blocat de un camion care nu mai are benzină. A mai apărut de câteva ori în film umblând prin regiune în căutarea unui sat al cărui nume îi era scris pe o hârtie pe care șoferul o avea în buzunarul cămășii, dar soția lui i-o spălase cu tot cu hârtia, și nu se mai vedea bine ce era scris pe ea. Uitându-se pe geamul mașinii, șoferul îl recunoaște pe Kotov. Acesta vrea să coboare să-i dea niște indicații, dar nu este lăsat de individul de lângă el, și îl lovește. Este crunt bătut de zbiri. Șoferul camionului o ia la fugă, dar este chemat înapoi de Mitia. De după un dâmb se ridică un balon cu un portret enorm al lui Stalin. Mitia îl salută militărește, iar șoferul se uită la el cu gura căscată. Mitia ia toate documentele șoferului, apoi zbirii îl împușcă, îl urcă pe platoul camionului și-l acoperă. Mașina pornește mai departe, parcă în întâmpinarea portretului uriaș. Kotov plânge cu fața însângerată și mâinile cu cătușe la ceafă. Mitia fluieră Soare epuizat.
Penultima scenă se petrece a doua zi, în apartamentul lui Mitia. La radio se transmite gimnastica de dimineață. Mitia este culcat în vană și fluieră Soare epuizat din ce în ce mai ezitant. Este îmbrăcat și apa este roșie de sânge. Pe fereastră se vede Kremlinul și un fulger globular.
În scena finală, Nadia aleargă pe un câmp, cântând Soare epuizat, iar pe acest fond apare un text care spune că Kotov a fost executat, iar Marusia și Nadia au fost arestate și ele. Marusia a murit în 1940 în lagăr. Toți trei au fost reabilitați în 1956, iar Nadia lucrează la o școală de muzică în Kazahstan.

## Distribuție
- Oleg Menșikov — Dmitri (Mitia), ofițer NKVD
- Nikita Mihalkov — Serghei Petrovici Kotov, comandant de divizie
- Ingeborga Dapkūnaitė — Marusia, soția lui Kotov
- Nadejda Mihalkova — Nadia, fiica Kotovilor
- Inna Ulianova — Olga Nikolaievna, mama Marusiei
- Alla Kazanskaia — Lidia Stepanovna, bunica Marusiei
- Viaceslav Tihonov — Vsevolod Konstantinovici, unchiul Marusiei
- Nina Arhipova — Elena Mihailovna, prietena Olgăi Nikolaievna
- Vladimir Ilin — Kirik, fiul Elenei Mihailovna
- Liubov Rudneva — Liuba, studentă a lui Vsevolod Konstantinovici
- Svetlana Kriucikova — Mohova, servitoarea familiei Marusiei
- Avangard Leontiev — șofer de camion
- Evgheni Mironov — locotenent, comandantul subunității de tancuri
- André Oumansky — Philippe, fost valet în familia lui Mitia

## Film și realitate
Personajul Kotov este inspirat de o persoană reală, comandantul de divizie Nikolai Iakovlevici Kotov, arestat la 6 septembrie 1937, judecat la 10 ianuarie 1938 pe baza unor acuzații inventate pe care le-a recunoscut, condamnat la moarte și executat în aceeași zi. Soția lui, Maria, și copiii, Irina și Vladimir, au fost și ei arestați și deținuți în lagăre. A fost reabilitat la 4 iunie 1957.
Soarta lui Kotov se înscrie într-un anumit context istoric. Stalin a reușit să concentreze toată puterea în mâinile lui în anii 1934-1935. Dacă după revoluție a fost lichidată elita Rusiei imperiale, în 1936 a început lichidarea unei mari părți a veteranilor bolșevici ai revoluției, despre care lui Stalin i se părea, cu sau fără motiv, că puteau să-i conteste puterea. Teroarea s-a accentuat în anii 1937-1938, în care au fost condamnați în jur de 1.400.000 de oameni din toate straturile societății, din care ceva mai mult de jumătate la moarte. Printre victime au fost mulți militari. De exemplu, în 1936, Armata Roșie avea 767 ofițeri cu gradele cele mai înalte, de la mareșal la comandant de brigadă. Dintre aceștia au fost pedepsiți până în 1941, când a început războiul, 503: 444 au murit, împușcați cu sau fără condamnare, sub escortă sau prin sinucidere, numai 59 ieșind vii din detenție.
Cântecul ce revine repetat în film este la origine tangoul polonez To ostatnia niedziela (Aceasta e ultima duminică) din 1935. A fost popular și în Uniunea Sovietică, cu text nou și titlul Утомлённое солнце / Utomlionnoe solnțe (Soare epuizat). Începe cu versurile „Soarele epuizat / S-a despărțit tandru de mare”, și în continuare un bărbat îi spune unei femei că dragostea lor s-a sfârșit din vina ambilor.

## Posteritatea filmului
Filmul a fost adaptat pentru teatru de către dramaturgul englez Peter Flannery, piesa având premiera la Teatrul Național din Londra, în martie 2009.
Nikita Mihalkov a regizat două continuări ale filmului, Soare înșelător 2 și Soare înșelător 3, prezentate în 2010, respectiv 2011, a căror acțiune are loc în timpul celui de-al Doilea Război Mondial. Și în acestea Mihalkov interpretează rolul lui Kotov, fiica lui fiind jucată tot de Nadejda Mihalkova.

## Interpretări și critici
Criticul Nick Taussig observă că filmul se caracterizează printr-o serie de contraste puternice. Unul este cel dintre atmosfera întunecată, mohorâtă din pregeneric și cea de fericire familială din baia de la țară. Altul este între dramatism și umor, de exemplu între scena în care tancurile distrug tarlaua de grâu spre disperarea țăranilor, și cea în care Kotov rezolvă situația. Nu lipsește nici umorul având ca sursă absurdul, în scena exercițiului de apărare civilă. Altă calitate a filmului este felul în care Mihalkov reușește să redea fără dialog tensiunea dintre Mitia și Marusia, tulburarea acesteia, de pildă în scena revărsării apei din pahar. Regizorul știe de asemenea să realizeze echilibrul dintre dialog și imagine, bunăoară în scenele poetice de tandrețe între Kotov și Nadia.
Alan A. Stone remarcă de asemenea scenele dintre Kotov și Nadia, reușite pentru că rolul acesteia a fost jucat de propria fetiță de șase ani a regizorului actor. Mihalkov a relatat că a vrut ca rolul să fie jucat de fetița lui, și a jucat el însuși rolul lui Kotov, pentru ca aceasta să nu fie stânjenită. Criticul mai atrage atenția și asupra caracterului simbolic al fulgerului globular asemănător cu soarele, care poate provoca distrugeri, așa cum Stalin, reprezentat de portretul care răsare, a distrus atâtea și atâtea vieți, ca pe cea a lui Kotov. Un personaj simbolic vede criticul și în șoferul de camion, anume pe țăranul rus care de secole este victima autorităților și a propriilor sale limite. Stone observă și modul în care crește tensiunea în film prin contrastele care apar după ce spectatorul află că Mitia a venit să-l aresteze pe Kotov. Unul este cel dintre inocența și veselia fetiței și realitatea de care nu poate fi conștientă, sau dintre veselia debordantă din scena jocului de fotbal și realitatea cunoscută deja de spectator.
Pentru Liza Kupreeva, fetița Nadia este un personaj central, prin care regizorul creează ironia dramatică ce constituie una din caracteristicile filmului. Aceasta se realizează prin seninătatea egală cu care se comportă față de cele două personaje în conflict ascuns, Kotov și Mitia, prin felul în care percepe povestea acestuia, prin fascinația cu care privește mașina NKVD-ului, sau faptul că îl grăbește pe Kotov să plece, pentru că i s-a promis că va putea să „conducă” mașina.
Dan Webster consideră că filmul este printre cele mai bune drame politice, pentru că personajele sale sunt complexe. Kotov este un om al regimului din convingere, arogant, sigur de sine datorită poziției sale de favorit al lui Stalin, răspunzător de sfârșitul iubirii dintre Marusia și Mitia, dar este și o figură simpatică, un soț și un tată iubitor, un protector al rudelor soției sale, care altfel ar fi persecutate de regim. Convingerile sale politice sincere și loialitatea sa fac ca soarta lui să fie și mai tragică decât dacă nu ar avea aceste trăsături. Criticul găsește ca un minus care nu eclipsează totuși calitățile filmului, fulgerul global prea artificial și în mod prea literar metaforic.

## Premii

### Premii internaționale
- 1994
  - la Festivalul de la Cannes:
    - Marele Premiu (ex aequo)[14]
    - Premiul Juriului Ecumenic[15]

  - Marele Premiu la Festivalul Internațional al Filmului din Țările Baltice de la Kaliningrad[16]
- 1995 – Premiul Oscar pentru cel mai bun film străin[17]

### Premii în Rusia
- 1994 – Premiul Presei pentru cel mai bun film[16]
- 1996 – Premiul de Stat al Federației Ruse[18].